# Азовське морське пароплавство
Орендне підприємство «Азовське морське пароплавство» (з 2003 року ТОВ «Торговий флот Донбасу») — найбільше підприємство, яке здійснює морські перевезення з портів Азовського моря (Маріуполь, Бердянськ, Таганрог).
Розташоване у місті Маріуполь Донецької області (Україна).

## Історія
Після Другої світової війни, в кінці 1940-х, в Одесі було засновано Чорноморське морське пароплавство. Регіон Азовського моря був під управлінням Чорноморського морського пароплавства, але регіональне відділення було створено у Жданові у 1953 році. Азовське регіональне управління було перетворено в Азовське морське пароплавство в 1967 році. Саме тому деякі пароплави Чорноморського морського пароплавства були передані новому Азовському морському пароплавству і порт приписки був змінений з Одеси на Жданов. Серед них були два пароплави одно класу "Нежин" та "Смела" передали Азовському морському пароплавству в 1969 або в 1967 році.
Має судна різного класу, у тому числі типу РО-РО та контейнеровози.
Підприємство має великі борги перед держбюджетом та робітниками, скоротилися фрахти, зменшилась кількість судів.
В теперішній час підприємство є власністю (з 2003 р. — офіційно) донецької фінансово-економічної групи System Capital Management (на чолі з Ринатом Ахметовим).

### Керівники
- 1944 — 1949 Сидоров Олександр Петрович (до створення АМП)
- 1949 — 1953 Данилкін Іван Дмитрович (до створення АМП)
- 1953 — 1967 Передерій Олександр Харитонович (Азовське районне управління ЧМП)
- 1967 — 1978 Недяк Леонід Павлович
- 1978 — 1988 Шунін Лев Миколайович
- 1988 — 2000 Бандура Анатолій Іванович
- 2000 — 2002 Прусиков Сергій Вікторович